# Пон-Круа
Пон-Круа́ (фр. Pont-Croix) — коммуна на северо-западе Франции, в регионе Бретань, департамент Финистер, округ Кемпер, кантон Дуарнене. Расположена на берегу реки Гуаен, в 9 км от Одьерна и в 16 км от Дуарнене.

## История
История поселения начинается в Средние века.
В 1944 году Пон-Круа был освобождён союзными войсками в ходе освобождения Франции от германских войск.
В 2019 году Пон-Круа занял второе место (после Сен-Ва-ла-Уг) в телешоу «Любимая деревня французов».
В 2022 году была выпущена первая партия розового вина Coteaux de Laneon, произведённого из виноградника, посаженного на участке на правом берегу реки Гуаен.

## Достопримечательности
- Церковь Нотр-Дам-де-Роскудон
- Дом Маркизата

## Демография
| 1793  | 1866  | 1936  | 1954  | 1962  | 1968  | 1975  | 1982  | 1990  | 1999  | 2007  | 2012  | 2017  | 2021  |
| ----- | ----- | ----- | ----- | ----- | ----- | ----- | ----- | ----- | ----- | ----- | ----- | ----- | ----- |
| 1 037 | 2 442 | 2 521 | 2 521 | 2 159 | 2 022 | 1 900 | 1 832 | 1 762 | 1 670 | 1 669 | 1 599 | 1 580 | 1 600 |